# Star Wars: Episode III: Revenge of the Sith (soundtrack)
Star Wars: Episode III: Revenge of the Sith is de soundtrack van de Britse film Star Wars: Episode III: Revenge of the Sith. Het album werd gecomponeerd door John Williams en kwam uit op 3 mei 2005, meer dan twee weken voor de film.

## Tracklijst
| Nr. | Titel                                      | Duur  |
| --- | ------------------------------------------ | ----- |
| 1.  | Star Wars and the Revenge of the Sith      | 7:31  |
| 2.  | Anakin's Dream                             | 4:46  |
| 3.  | Battle of the Heroes                       | 3:42  |
| 4.  | Anakin's Betrayal                          | 4:04  |
| 5.  | General Grievous                           | 4:07  |
| 6.  | Palpatine's Teachings                      | 5:25  |
| 7.  | Grievous and the Droids                    | 3:28  |
| 8.  | Padmé's Ruminations                        | 3:17  |
| 9.  | Anakin vs. Obi-Wan                         | 3:57  |
| 10. | Anakin's Dark Deeds                        | 4:05  |
| 11. | Enter Lord Vader                           | 4:14  |
| 12. | The Immolation Scene                       | 2:42  |
| 13. | Grievous Speaks to Lord Sidious            | 2:49  |
| 14. | The Birth of the Twins and Padmé's Destiny | 3:37  |
| 15. | A New Hope and End Credits                 | 13:06 |

Totaal : 71:53

## Hitnoteringen

### NPO Klassiek Filmmuziek Top 200
| Als Star Wars in de NPO Klassiek Filmmuziek Top 200 | Als Star Wars in de NPO Klassiek Filmmuziek Top 200 | Als Star Wars in de NPO Klassiek Filmmuziek Top 200 | Als Star Wars in de NPO Klassiek Filmmuziek Top 200 | Als Star Wars in de NPO Klassiek Filmmuziek Top 200 | Als Star Wars in de NPO Klassiek Filmmuziek Top 200 | Als Star Wars in de NPO Klassiek Filmmuziek Top 200 | Als Star Wars in de NPO Klassiek Filmmuziek Top 200 | Als Star Wars in de NPO Klassiek Filmmuziek Top 200 | Als Star Wars in de NPO Klassiek Filmmuziek Top 200 | Als Star Wars in de NPO Klassiek Filmmuziek Top 200 |
| Jaar                                                | 2016                                                | 2017                                                | 2018                                                | 2019                                                | 2020                                                | 2021                                                | 2022                                                | 2023                                                | 2024                                                | 2025                                                |
| --------------------------------------------------- | --------------------------------------------------- | --------------------------------------------------- | --------------------------------------------------- | --------------------------------------------------- | --------------------------------------------------- | --------------------------------------------------- | --------------------------------------------------- | --------------------------------------------------- | --------------------------------------------------- | --------------------------------------------------- |
| Positie                                             | 18                                                  | 5                                                   | 3                                                   | 3                                                   | 3                                                   | 5                                                   | 3                                                   | 5                                                   | 7                                                   | 6                                                   |